# Niceas Schamp
Niceas Maurice Alphonse baron Schamp (Gent, 3 januari 1937) is emeritus hoogleraar organische scheikunde aan de faculteit Bio-ingenieurswetenschappen Gent.
Hij is licentiaat (UGent, 1957) en doctor in de scheikunde (1963), gewoon hoogleraar en voorzitter van de vakgroep organische chemie aan de faculteit Landbouwkundige en Toegepaste Biologische Wetenschappen, UGent (1966-1999). Van 1999 tot 2002 was hij buitengewoon hoogleraar aan de UGent en sinds 2002 professor-emeritus. Hij deed onderzoek naar de organische synthese van organische halogeenderivaten, aroma- en smaakcomponenten in voedingsmiddelen, de extractie van bioactieve natuurproducten uit planten en schimmels, milieuchemie (geurhinder, vluchtige organische stoffen, organische polluenten) en in samenwerking met Marcel De Boodt over polymeren als bodemconditioneringsmiddel.
Deze onderzoeksdomeinen gaven aanleiding tot intense samenwerking met de chemische- en de voedingsindustrie. Hij doceerde de wetenschappelijke nascholing over "Geur & smaak, de chemische zintuigen". Door zijn engagement in universitaire ontwikkelingssamenwerking was hij betrokken bij wetenschappelijke opdrachten voor een groot aantal landen.
Hij is auteur van 340 publicaties in internationale tijdschriften.

## Organisaties
Hij was lid van de Onderzoeksraad en de Raad van Bestuur van de UGent, secretaris-generaal (1975-1986) en ondervoorzitter (1988-1996) van de Koninklijke Vlaamse Chemische Vereniging, lid van de Royal Society of Chemistry, de American Chemical Society, het Institute of Food Technologists, de American Pollution Control Association, de Koninklijke Nederlandse Chemische Vereniging. Opdrachthouder bij de Minister van Onderwijs (1987–1989).
Hij is stichtend voorzitter van de Wetenschappelijke Raad van INTAS (1993-1996), het EU-programma voor de wetenschappelijke samenwerking met de vroegere Sovjet-Unie. Hij was actief in de universitaire ontwikkelingssamenwerking met Z.O.-Azië en Centraal, Oost- en Zuid-Afrika, voorzitter van de VLIR-UOS (1991–1995), vast secretaris van de Koninklijke Vlaamse Academie van België voor Wetenschappen en Kunsten (1997-2010) en sinds 2010 Ere-vast secretaris. In die periode is de Academie een belangrijk nationaal wetenschappelijk forum geworden en speelt ook een belangrijke internationale rol.
Lid van de Francqui-Stichting.

## Prijzen
- Stas-Springprijs (1963),
- laureaat reisbeurzenwedstrijd (1963),
- laureaat KAWLSK (1965),
- reisbeurs Rotary Club (1965),
- Breckpotprijs van de Koninklijke Vlaamse Chemische Vereniging (1982).

Onderscheidingen
- Hij werd in 2007 opgenomen in de erfelijke adel met de persoonlijke titel baron.[5]
- Grootofficier in de Leopoldsorde met ranginneming op 15 november 2004.[6]

- International Standard Name Identifier: 0000 0003 9525 0354
- Nederlandse Thesaurus van Auteursnamen: 072687894
- Virtual International Authority File: 289905776
- WorldCat: E39PBJjXmkmGrVh4mMDKcPBMfq